# 케이크워크 (시퀀서)

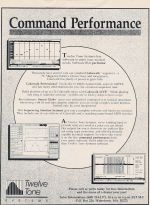
도스용 케이크워크 프로페셔널 1.0

케이크워크(Cakewalk)는 트웰브 톤 시스템즈(Twelve Tone Systems, 과거에는 케이크워크에서 제작)가 개발한 미디 시퀀서로, 처음에는 도스용으로 1987년 케이크워크 1.0 버전으로 시작하였다. 그 뒤로 1991년 윈도우 3.0을 지원하기 시작했다. 버전 4.0까지 도스용 케이크워크는 인텔리전트 모드로 구동되는 MPU-401 MIDI 인터페이스 카드가 필요했지만, 4.0 이상부터는 덤(dumb) UART 모드에만 의존하였다. 케이크워크는 "케이크워크 프로", "케이크워크 익스프레스"라는 2가지 버전으로 배포된다.
후자의 경우 25개의 트랙 및 1개의 MIDI 출력 포트로 제한된 라이트 버전이다. 익스프레스 버전은 종종 사운드 카드와 같은 하드웨어와 번들되었다. 케이크워크는 순수 MIDI 기반 시퀀서이다. WAV 파일을 특정 지점에서 트리거할 수 있지만 더 포괄적인 오디오 지원은 진정한 디지털 오디오 지원이 추가된 케이크워크 프로 오디오가 출현하면서 통합되었다.

## 기능
이 제품의 최신 버전은 피아노 롤 편집기를 제공하며, 제한된 기보 기능과 CAL(케이크워크 애플리케이션 언어)라는 내장형 스크립트 언어를 지원한다. 케이크워크는 CAL 지원을 포함하여 기능이 거의 동일한 SONAR의 이전 제품으로, 스크립트 언어를 지원하는 유일한 주요 DAW가 된다.
케이크워크는 윈도우 16비트 버전 3.01 이후부터 피아노 롤 및 CAL 지원을 제공해왔다.